# Gabriel Damon

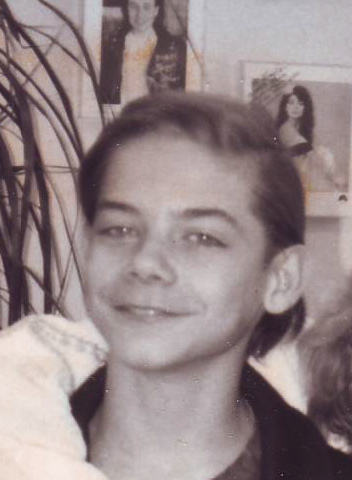

Gabriel Damon Lavezzi (* 23. April 1976 in Reno, Nevada) ist ein US-amerikanischer Filmschauspieler und Filmproduzent.
Gabriel Damon wurde als Sohn von Ann und David Lavezzi in Reno geboren. Er hat zwei ältere Geschwister, Joe und Jill, und eine jüngere Schwester, Mia. Seine Mutter verstarb 2004. Bereits in jungen Jahren konnte sich Damon für Musik und Schauspiel begeistern, so dass seine Familie 1979 (Damon war drei Jahre alt) nach Los Angeles zog, um dort aus ihrem Sohn einen Schauspieler zu machen. Doch erst 1984 gelang es Damon eine Hauptrolle in der Fernsehserie Air Force zu ergattern.
Damon – seinen Familiennamen Lavezzi legte er ab – arbeitete rund 20 Jahre in der Branche, ehe er in der zweiten Hälfte der 1990er Jahre begann, seine Arbeit hinter die Filmkamera zu verlagern. 2005 produzierte er mit Planet Ibsen seinen ersten Spielfilm. Dennoch besuchte er als Jugendlicher die Universität von Nevada und übt alterstypische Hobbys wie Trommelspielen, oder das Betreiben von Sportarten aus.

## Filmografie (Auswahl)

### Fernsehserien
- 1984–1985: Air Force (Call to Glory, 23 Folgen)
- 1985: Unglaubliche Geschichten (Amazing Stories, eine Folge)
- 1987: Wer ist hier der Boss? (Who’s the Boss?, eine Folge)
- 1987: Ein Engel auf Erden (Highway to Heaven, eine Folge)
- 1989: Raumschiff Enterprise – Das nächste Jahrhundert (Star Trek: The Next Generation, Folge 3x05 Mutterliebe)
- 1989–1997: Baywatch – Die Rettungsschwimmer von Malibu (Baywatch, 2 Folgen)
- 1991: Eerie, Indiana (eine Folge)
- 1997: Emergency Room – Die Notaufnahme (ER, eine Folge)

### Spielfilme
- 1987: Terminus
- 1988: Reise zur Insel der Geister (Journey to Spirit Island)
- 1988: In einem Land vor unserer Zeit (The Land Before Time, Stimme)
- 1988: Tequila Sunrise
- 1990: RoboCop 2
- 1992: Newsies – Die Zeitungsjungen (Newsies)

### Filmproduzent
- 2005: Planet Ibsen

## Auszeichnungen
Damon war fünfmal für den Young Artist Award nominiert, einmal für den Saturn Award.